# Eclose-Badinières
Eclose-Badinières község Franciaország Auvergne-Rhône-Alpes régiójában, Isère  megyében. Új községként 2015. január 1-jén jött létre Eclose és Badinières község egyesítésével. A korábbi községek egyesülésekor az új község lélekszáma 1359 fő lett.
```
Lakosainak száma 1510 fő 
(2022. január 1.)
.
[
1
]
```

## Népesség
| Lakosok száma | 1320 | 1376 | 1434 | 1438 | 1441 | 1464 | 1487 | 1510 |
|               | 2013 | 2015 | 2017 | 2018 | 2019 | 2020 | 2021 | 2022 |